# Jamnica, Prevalje
Jamnica je naselje v Občini Prevalje.